# Кровна (річка)
Кровна — річка в Україні, у Сумському районі Сумської області. Права притока Олешні (басейн Дніпра).

## Опис
Довжина річки приблизно 10,2 км.

## Розташування
Бере початок у селі Склярівка. Тече переважно на північний схід понад присілком Софіівки, Над'ярним і в селі Кровне впадає у річку Олешню, праву притоку Псла.